# بروتون جين-2
بروتون جين-2 هي أحد طرازات السيارات التي تنتجها شركة بروتون الماليزية. دشنت بروتون الجين-2 في الربع الأخير من عام 2004. تم بناء هذا الطراز على قاعدة (شاسيه) ماليزى التطوير بدرجة كبيرة، مبتعدة عن قاعدة شركة ميتسوبيشي. تطوير هذه القاعدة قامت به بروتون وشريكتها لوتس. كان الاسم الأول لهذا الطراز هو الطراز البديل لبروتون ويرا إلا أنه تم العدول عنه للاسم الجديد (جين-2) الذي هو اختصار للمسمى الانجليزى (الجيل الثاني) باعتبار ويرا الجيل الأول.
يتم استخدام قاعدة جين-2 لإنتاج طرازين آخرين هما: بروتون ساتيرا نيو، وبروتون بيرسونا.

## إنتاجها بشعار آخر
دخلت شركة روفر في مفاوضات مع بروتون من أجل استخدام طرازيها جين-2 وسافى مع وضع شعارها عليهما، وذلك عام 2000. مع بيع شركة روفر تم إلغاء هذه الاتفاقية.
في يوليو 2007 اتفقت بروتون مع شركة يونجمان الصينية، بموجب الاتفاق تقوم بروتون بتصدير 30 ألف نسخة تامة البناء من جين-2 على أن يوضع شعار يونجمان. كما ينص اللاتفاق على أن يتم تطوير مجموعة سيارات صناعة صينية تستخدم تكنولوجيا وخدمات بروتون لوتس.